# コースケ
コースケは、日本の漫画家。北海道札幌市在住。女性。

## 来歴
2012年に「GANGSTA.」が第4回NEXTブレイク漫画ランキング1位に選出。
2014年7月「GANGSTA.」のドラマCDシリーズ化とアニメ化が決定。
2020年1月23日に全身性エリテマトーデス(SLE)の診断が下される。この合併症により片目失明、内臓疾患、手足の麻痺などになる。
2023年はイラストの仕事を中心としながらも体調の良いときに漫画の執筆を行っている。

## 作品リスト

### 連載漫画
- GANGSTA.（『月刊コミック@バンチ』、創刊号 - ）
- DOODLE（『月刊コミック@バンチ増刊ゴーゴーバンチ』、2013年10月 - ）

### 読切漫画
- POSTMAN（『月刊少年ガンガン』、2009年2月12日）
- THE MAN I LOVE（『週刊コミックバンチ』、2009年5月15日）
- ドーンオブザデッド（『週刊ヤングジャンプ増刊アオハルsweet』、2012年2月14日）
- シシャトーク（『月刊コミックバンチ』、2023年11月号付録「死役所公式アンソロジー」[5][6]）

### カバーイラスト
- 『インディゴの夜』シリーズ（2013年4月19日 - 、集英社文庫）